# Маклеод, Грант
Дональд Грант Маклеод (англ. Donald Grant McLeod, 9 апреля 1959, Фангареи, Новая Зеландия) — новозеландский хоккеист (хоккей на траве), полевой игрок. Участник летних Олимпийских игр 1984 и 1992 годов.

## Биография
Грант Маклеод родился 9 апреля 1959 года в новозеландском городе Фангареи.
В 1984 году вошёл в состав сборной Новой Зеландии по хоккею на траве на летних Олимпийских играх в Лос-Анджелесе, занявшей 7-е место. Играл в поле, провёл 6 матчей, забил 1 мяч в ворота сборной Нидерландов.
В 1992 году вошёл в состав сборной Новой Зеландии по хоккею на траве на летних Олимпийских играх в Барселоне, занявшей 8-е место. Играл в поле, провёл 7 матчей, забил 3 мяча (по одному в ворота сборных Нидерландов, Малайзии и Великобритании.

## Семья
Старший брат Гранта Маклеода Нил Маклеод (род. 1952) также играл за сборную Новой Зеландии по хоккею на траве, в 1976 году стал чемпионом летних Олимпийских игр в Монреале. Их брат Росс Маклеод тоже играл в хоккей на траве на национальном уровне, выступал за «Нортленд».